# Unplugged (Neil Young)
Unplugged is een livealbum van de Canadese singer-songwriter Neil Young. De nummers op het album zijn opgenomen op 7 februari 1993 als onderdeel van het televisieprogramma MTV Unplugged. Het werd ook uitgebracht op VHS.

## Tracklist
Alle muziek en teksten zijn geschreven door Neil Young. 
| Nr. | Titel                          | Duur |
| --- | ------------------------------ | ---- |
| 1.  | The old laughing lady          | 5:15 |
| 2.  | Mr. Soul                       | 3:54 |
| 3.  | World on a string              | 3:02 |
| 4.  | Pocahontas                     | 5:06 |
| 5.  | Stringman                      | 4:01 |
| 6.  | Like a hurricane               | 4:44 |
| 7.  | The needle and the damage done | 2:52 |
| 8.  | Helpless                       | 5:48 |
| 9.  | Harvest moon                   | 5:20 |
| 10. | Transformer man                | 3:36 |
| 11. | Unknown legend                 | 4:47 |
| 12. | Look out for my love           | 5:57 |
| 13. | Long may you run               | 5:22 |
| 14. | From Hank to Hendrix           | 5:51 |

Tijdens het optreden speelde hij ook nog de volgende nummers:
- Dreamin' man
- Sample and hold
- War of man
- Winterlong